# فرانز مولر (خياط)
فرانز مولر (بالألمانية: Franz Muller) هو خياط ألماني، ولد في 31 أكتوبر 1840، وتوفي في 14 نوفمبر 1864 في لندن في المملكة المتحدة.